# Garth Brooks
Garth Brooks, (Tulsa, 1962. február 7. –) kétszeres Grammy-díjas amerikai country-énekes, dalszerző. Karrierje az 1990-es évek elején kezdődött. Több mint 160 millió eladott lemezével az Amerikai Egyesült Államok egyik legsikeresebb előadójává vált. A pop-, a rock- és a countryzene egy műfajba való integrálása révén óriási népszerűségre tett szert.

## Pályafutása
Garth Brooks zenész családba született. Édesanyja az 1950-es években a Capitol Recordsnál dolgozott. Brooks eleinte nemigen érdeklődött a zene iránt, az atlétika inkább érdekelte. Az atlétika miatt járt az Oklahoma State University-re is, ahol találkozott Ty England gitárossal. Elkezdtek fellépni a környék éjszakai klubjaiban.
Brooks 1984-ben végül reklám szakon diplomázott és a következő évben Nashville-be költözött. Első kísérlete a country zenével mindössze egy napig tartott. Visszatért Oklahomába és 1986-ban feleségül vette Sandy Mahlt, egyetemista barátnőjét. Egy média- és szórakoztató-iparra szakosodott ügyvéd, Rod Phelps fedezte fel egy dallasi fellépésén. Egy év elteltével visszament Nashville-be, és 1988-ban a Capitol Recordsszal szerződést kötött. Brooks 1989-ben adta ki Garth Brooks című első albumát. A debütáló album támogatása érdekében turnézva olyan tréfás mókát eszelt ki, amely a későbbiekben élő show-inak védjegyévé vált. Lemeze jól fogyott. Az improvizált játék nézői, hallgatói és a kritikusai nem láthatták előre, hogy mi következik.
1990-ben Brooks kiadta a „No Fences” című kislemezt. Több mint 17 millió példány kelt el belőle.
Amikor zenéje ledöntötte a határokat a pop- és a countryzene között, az élő fellépései is mellőzték a country-hagyományokat. Helyette beépítette 1970-es évek rockszínpadának látványos elemeit. A koncerteken még pirotechnikát és fényshow-kat is használt. Vezeték nélküli mikrofonnal dolgozott, ami lehetővé tette számára még a színpadi rohangálást is.
A „Ropin’ the Wind” album után más műfajú albuma következett, ami részben honky tonk, részben klasszikus rockzene. A „Beyond the Season” következett. Ez a Billboard poplistájának élére került, és több mint 14 millió példányban kelt el. A „The Chase”-t a kritika csalódásnak tekintette. Brooks visszatért az „In Pieces” játékos rock-hatású dallamaihoz 1993-ban. Aztán megjelent a „Fresh Horses” (1995) és a „Sevens” (1997), valamint a „Double Live” című (1998) koncertalbuma. 1999-ben Brooks felvett egy egyszerű popalbumot „Chris Gaines” álnéven. A fekete bőrbe öltöztetett, kecskebőrű rockerként ábrázolt „Gaines” karakter egy kitalált háttértörténettel, valamint egy sor „legnagyobb slágerrel” lépett színpadra (1999).
2005-ben Brooks feleségül vette vidéki sztártársát és gyakori duettpartnerét, Trisha Yearwoodot. Bár félig-meddig már régen visszavonult, időnként fellépett élő show-kkal. Ezek közül a legjelentősebb a kilenc teltházas koncertből álló sorozat a Missouri állambeli Kansas Cityben 2007-ben, és egy öt előadásból álló − a Los Angeles-i tűzoltóknak és az erdőtüzek áldozatainak szentelt koncertek.
2009 októberében Brooks hivatalosan is megerősítette, hogy véget ért a visszavonulása és egy Las Vegas-i kaszinóban lép fel.
2013-ban kiadott egy válogatásdobozt. A következő évben világkörüli turnéra indult. 13 év után az első stúdióalbuma („Man Against Machine” − 2014) a vidéki listák élére került. A „Gunslinger” után (2016)  kiadta az Antológia I. című kötetet, amely egy tervezett ötkötetes multimédiás memoár első része. A sorozat következő része 2018-ban jelent meg.

## Albumok
- Garth Brooks (1989)
- No Fences (1990)
- Ropin' the Wind (1991)
- Beyond the Season (1992)
- The Chase (1992)
- In Pieces (1993)
- Fresh Horses (1995)
- Sevens (1997)
- Garth Brooks in... the Life of Chris Gaines (1999)
- Garth Brooks & the Magic of Christmas (1999)
- Scarecrow (2001)
- Man Against Machine (2014)
- Christmas Together (with Trisha Yearwood) (2016)
- Gunslinger (2016)
- Fun (2020)
- Time Traveler (2023)

## Filmek
| Year | Cím                                     | Szerep       | Megj.                                   |
| ---- | --------------------------------------- | ------------ | --------------------------------------- |
| 1989 | Nashville Beat                          | önmaga       | tévéfilm                                |
| 1990 | Hee Haw                                 | önmaga       | 4 epizód                                |
| 1991 | Empty Nest                              | önmaga       | epizód: Country Weston                  |
| 1994 | Mad About You                           | önmaga       | epizód: Up All Night                    |
| 1995 | Sesame Street                           | önmaga       | epizód: A New Way to Walk               |
| 1996 | Muppets Tonight                         | önmaga       | epizód: Garth Brooks                    |
| 1998 | Saturday Night Live                     | önmaga       | vendég                                  |
| 1999 | Saturday Night Live                     | önmaga       | vendég (as Chris Gaines)                |
| 1999 | Behind the Music                        | Chris Gaines | epizód: Behind the Life of Chris Gaines |
| 2016 | (The Voice (American season 11) − hang) | önmaga       | (The Voice (American season 11 − hang)  |

## Díjak
- 1990: Academy of Country Music Awards – az év szórakoztatója
- 1990: Grand Ole Opry-ba.
- 1996: három díjat nyert az 1996-os American Music Awards-on, és visszautasította az év kedvenc előadója címet, mondván, hogy abban az évben nem tett semmit, hogy megérdemelje a díjat.
- 2002 májusában az Amerikai Zeneszerzők, Szerzők és Kiadók Társaságától (ASCAP) kapott kitüntetést az előadóként és dalszerzőként végzett kiemelkedő munkájáért.

- 24 Billboard Music Awards
- 23 Academy of Country Music Awards – köztük az évtized művésze (1990-es évek)
- 20 American Music Awards – köztük az évtized művésze (1990-es évek)
- 27 Country Music Association díját
- 10 People's Choice Awards
- 2 Grammy-díj (1991, 1997)
- 3 ASCAP-díj
- 1 Amerikai Hanglemezgyártók Szövetsége: RIAA-díj – Az évszázad művésze (1900-as évek)

- 1990: Bekerült a Grand Ole Opry-ba[8]
- 1995: Hollywood Walk of Fame
- 2011: Songwriters Hall of Fame
- 2012: Country Music Hall of Fame
- 2020: George Gershwin-díj for Popular Songs (Library of Congress)
- 2021: Kennedy Center Kitüntetés